# Réserve naturelle de Boureïa
La Réserve naturelle Boureïa (en russe : Буреинский) (également appelée Bureinsky) est un zapovednik (réserve écologique stricte) situé à environ 200 km au nord-ouest de la ville de Khabarovsk, dans le kraï de Khabarovsk, en Extrême-Orient russe. Le territoire est composé de toundra de montagne, de rivières et de lacs et de forêts de taïga. Il comprend les eaux d'amont des affluents gauche et droit de la rivière Boureïa, une partie du bassin inférieur du fleuve Amour. La réserve a été créée en 1987 et couvre une superficie de 3 584 km²  ,.

## Topographie
La réserve Boureïa couvre la rivière Boureïa gauche et la rivière Boureïa droite, qui se combinent dans la rivière Boureïa lorsqu'elle se jette vers le sud dans le fleuve Amour. Elle est entourée de chaînes de montagnes - les Ezopskim au nord, Dusse-Alin à l'est et le massif de Boureïa au sud. Les montagnes de la réserve elle-même varient en hauteur de 550 mètres à 2241 mètres. Les sommets des vallées fluviales sont souvent des montagnes chauves de forme convexe.
Les eaux d'amont de nombreux ruisseaux sont des cirques glaciaires, et les bas niveaux le long des rivières comportent des plaines inondables et des lacs. Parce que les hivers sont relativement secs, les inondations printanières sont faibles; les inondations estivales sont plus importantes en raison des pluies saisonnières. La réserve est isolée: la ville la plus proche, Sophisk, est à 40 km à l'ouest de la frontière. Il n'y a pas de routes dans la réserve .

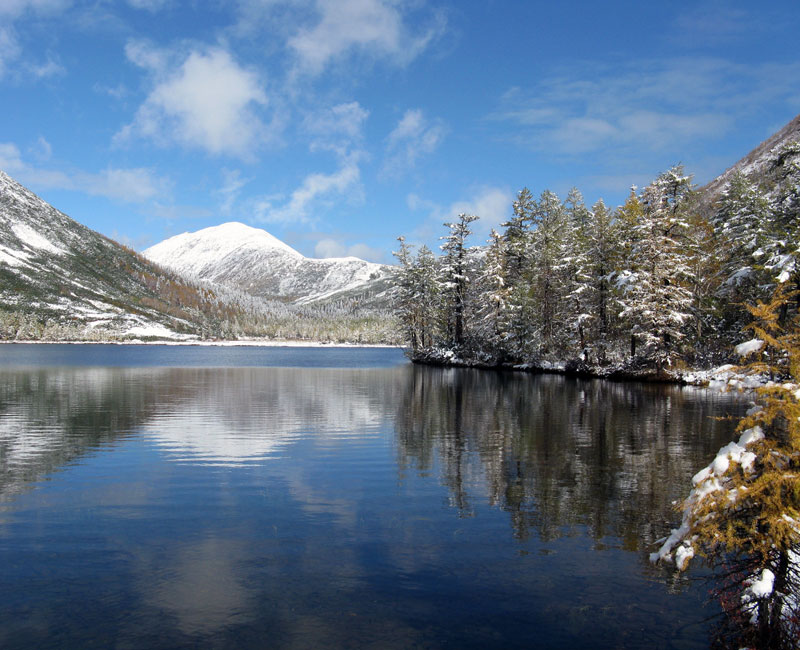
Lac Korbohon

## Faune et flore
La réserve Boureïa n'a jamais fait l'objet d'une récolte commerciale de bois; tout déboisement est dû à des causes naturelles (incendies, glissements de terrain). Les pics sont des roches nues avec du lichen, en dessous se trouve une zone de prairies alpines. En dessous de 1 100 mètres, la zone forestière commence; les pentes moyennes sont couvertes de forêts de mélèzes, d'épinettes et de sapins, de bosquets de cèdres, et au niveau le plus bas se trouvent des forêts de plaine inondable  . Les animaux sont représentés par les espèces forestières typiques d'Okhotsk-Kamchatka, notamment l'ours brun, l'hermine, la zibeline, le lièvre, l'écureuil et le carcajou. Les altitudes supérieures présentent des espèces alpines telles que le lagopède et le pika. La réserve a enregistré 190 espèces d'oiseaux, dont 89 nichent sur le territoire.

## Gestion
La réserve possède un centre d'accueil et un musée de la nature ouverts au public. Le parc parraine des excursions en hélicoptère de 3 heures sur le territoire, des excursions en rafting sur la rivière Boureïa Droite et permet un accès limité à trois sentiers de randonnée en groupes surveillés avec permis. Les sentiers de randonnée sont des sites remarquables -  Lac de l'Ours, le lac Korbohon, et les cascades de la rivière Kuraygagna .

## Voir également
- Parcs nationaux de Russie
- Réserves naturelles de Russie («zapovedniks»)
- Zones protégées de la Russie